# Eric Gull
Eric Gull (* 28. August 1973 in Buenos Aires, Argentinien) ist ein ehemaliger argentinisch-schweizerischer Handballspieler.
Gull, der zuletzt für den argentinischen AACF Quilmes spielte und früher für die argentinische Nationalmannschaft auflief, wurde meist im rechten Rückraum eingesetzt.

## Karriere

### Verein
Eric Gull begann in seiner Heimat bei AACF Quilmes mit dem Handballspiel. 1997 brach er zu einer wahren Odyssee durch die ganze Welt auf, ruhelos und fast jedes Jahr den Verein wechselnd:
Zuerst ging er nach Brasilien zu Santo André, 1998 gleich weiter zu LUGI HF nach Schweden, 1999 zu São Caetano zurück nach Brasilien – wo er brasilianischer Meister wurde –, 2000 zu Ademar León nach Spanien – wo er die spanische Meisterschaft gewann –, 2001 zum SC Sélestat Handball nach Frankreich – wo er ganze anderthalb Jahre blieb und sogar Torschützenkönig der französischen Liga wurde –, Anfang 2003 für ein halbes Jahr zu Espérance Sportive de Tunis nach Tunesien und im Sommer 2003 zu Medwedi Tschechow nach Russland, wo er russischer Meister wurde. Im Sommer 2004 strandete er bei BM Valladolid. Hier fand er endlich Ruhe und blieb ganze drei Jahre, wobei er 2005 und 2006 die Copa del Rey de Balonmano gewann, in der Saison 2005/06 Torschützenkönig der spanischen Liga ASOBAL wurde und 2007 mit Valladolid bis ins Halbfinale der EHF Champions League vorstieß, wo man allerdings an der SG Flensburg-Handewitt scheiterte. 2007 nahm der FC Barcelona Gull unter Vertrag. Während der Saison 2008/09 verließ Gull Barcelona. Anschließend spielte Gull für al-Sadd Sports Club in Katar, mit dem er 2009 die Meisterschaft gewann. Im Sommer 2009 verließ Gull al-Sadd und unterschrieb einen Vertrag bei BM Ciudad Real. Mit Ciudad Real gewann er 2010 die spanische Meisterschaft. Anschließend kehrte er in seine Heimat zum AACF Quilmes zurück. Dort beendete er 2012 seine Karriere.

### Nationalmannschaft
Eric Gull bestritt 137 Länderspiele für die argentinische Nationalmannschaft. Mit Argentinien nahm er 1997, 1999 und 2001 an den Weltmeisterschaften teil. Bei der Weltmeisterschaft 2003 wurde er international bekannt, als er mit seiner Mannschaft den späteren Weltmeister Kroatien schlug und Russland ein Unentschieden abrang. Nach einem Streit mit seinem Nationaltrainer trat er 2006 aus dem Nationalteam aus und nahm auch nicht an der Weltmeisterschaft 2007 in Deutschland teil. Als Sohn eines nach Argentinien emigrierten Schweizers besitzt Gull auch einen Schweizer Pass; ein Auflaufen für die Schweizer Männer-Handballnationalmannschaft war mehrmals in der Diskussion, Gull lehnte aber stets ab. Eine letzte Annäherung im Hinblick auf die Europameisterschaft 2008 in Norwegen hatte sich mit der Nichtqualifikation der Schweizer Männer-Handballnationalmannschaft erübrigt. Bei der Weltmeisterschaft 2009 stand er wieder im Kader der Südamerikaner.
Bei der Panamerikameisterschaft gewann Gull 2000, 2002 und 2010 die Goldmedaille. Bei den Panamerikanischen Spielen errang er 2003 die Silbermedaille.

## Privates
Seine Tochter Sofía Gull Querin und sein Sohn Juan Federico Gull Querin spielen ebenfalls Handball.